# 高原須美子
高原 須美子（たかはら すみこ、1933年6月16日 - 2001年8月19日）は、日本の政治家、経済評論家。
経済企画庁長官（第42代）、日本体育協会会長（第12代）、セントラル・リーグ会長（第4代）を歴任した。

## 概要

### 略歴
東京生まれ。東京都立武蔵高等学校、一橋大学商学部卒業。1956年毎日新聞社入社。『エコノミスト』記者などを経て、1963年に高原富保と結婚して退社。その後評論家となりテレビなどで知られる。家計や消費経済生活など、広く国民経済に関わる分野を得意とし、「男性経済論への挑戦」「女は三度老いを生きる」「エイジレスライフ」「いきなり大臣」などの著書がある。1979年、夫の退職後長野県飯田市に移住した。
1980年 - 政府税制調査会委員、国民生活安定審議会委員。
1989年 - 8月、第1次海部内閣で経済企画庁長官に任命される。女性で初めての民間人閣僚。
1990年 - “フォーラム・エネルギーを考える”代表、住友生命総合研究所顧問、金融制度調査会委員、女性初の行革審委員。
1991年 - 日本証券業協会有識者懇談会委員。
1992年 - 国民生活審議会委員。
1993年 - 女性初の日本体育協会会長。
1995年 - 8月〜1998年3月まで駐フィンランド大使、及び日本大使館のないエストニアの特命全権大使を兼任。（いずれも女性初）
1998年 - 財政制度審議会委員を経て、女性初のプロ野球セントラル・リーグ会長に就任。2000年病気療養のため任期途中で退任した。
2001年 - 8月19日、悪性リンパ腫のため、死去。68歳没。
夫の富保は、 元毎日新聞東京本社出版局長で、2003年75歳にて没。
- 所属団体：日本エストニア友好協会(名誉会員)
- 受賞：NHK放送文化賞(第52回)（2000年度）

### 人物
- 父も毎日新聞社の社員、小林芳人（薬学者の小林芳人とは同姓同名の別人）。戦時中は陸軍から懲罰召集を受けた新名丈夫ら、出征する毎日新聞社社員を編集局内で万歳三唱の音頭をとり、見送る役目を果たしたという。
- 一橋大学の同期に石原慎太郎（元東京都知事）、鳥海巌（元丸紅社長）、高橋宏（元首都大学東京理事長）がおり、4家族で毎年、旅行に出かける仲であった[1]。
- 大学の後輩の大田弘子（のちに経済財政政策担当大臣）に財団法人生命保険文化センター研究員の職を紹介し、経済学研究の道に進ませた。

## 著書
- 男性経済論への挑戦 東洋経済新報社 1979.11. 東経選書
- 女は三度老いを生きる 高齢化社会を生き抜く知恵 海竜社 1981.11
- 東京都の財政再建を考える 健康・安全・快適な暮しのために 学陽書房 1981.1
- 女のマネーブック 人生を2倍愉しむ暮らしの経済学 海竜社 1986.12
- エイジレス・ライフ ゆたかな高齢化社会の設計 有斐閣 1989.12 いま家族を問う
- いきなり大臣 講談社 1990.12